# Southport (Oregon)
Southport az Amerikai Egyesült Államok északnyugati részén, Oregon állam Coos megyéjében, a U.S. Route 101 közelében elhelyezkedő kísértetváros.

## Története
A Black Diamond Coal Mining Company gyárvárosa a B. B. Jones által valamikor 1875 és 1877 között megnyitott bánya mentén alakult ki; a cégnek a Kalifornia állambeli Nortonville-ben és a Washington állambeli Black Diamondban voltak még lakótelepei).
1882-ben Southport lakossága száz fő volt. A bányát egy hatszáz méter hosszú vasútvonal szolgálta ki. A településnek önálló postája nem volt; a küldeményeket az Isthmus-csatorna túlsó partján fekvő Coos City hivatala kezelte.
1885-ben a Black Diamond Coal Mining Company Black Diamondban új bányát nyitott, ekkor sokan áttelepültek. Egy másik bánya tulajdonosa kibérelte a southporti létesítményt, de zárva tartotta; ez a település hanyatlásához vezetett.

## Fordítás
- Ez a szócikk részben vagy egészben  a   Southport, Oregon című angol Wikipédia-szócikk ezen változatának fordításán alapul.  Az eredeti cikk szerkesztőit annak laptörténete sorolja fel. Ez a jelzés csupán a megfogalmazás eredetét és a szerzői jogokat jelzi, nem szolgál a cikkben szereplő információk forrásmegjelöléseként.